# Anna Myszyńska

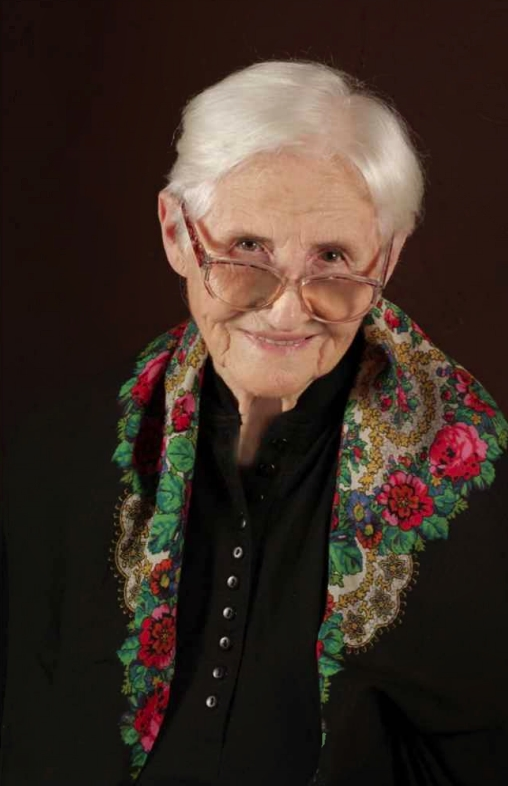
Anna Myszyńska (2019)

Anna Myszyńska (* 30. Juni 1931 in Körnitz, Kreis Neustadt O.S., Provinz Oberschlesien; † 7. September 2019 in Nysa (Neisse), Woiwodschaft Opole, Polen) war eine schlesische Schriftstellerin, Übersetzerin und Fotografin.

## Schaffen
Myszyńska verwendete den Prudnik-Dialekt der schlesischen Sprache. 2004 übersetzte sie William Shakespeares Drama Romeo und Julia ins Schlesische. Sie arbeitete auch mit der Zeitung Tygodnik Prudnicki zusammen, für die sie den Inhalt des Romans Summer of Dead Dreams von Harry Thürk ins Polnische übersetzte.

## Buchveröffentlichungen
- Jak to piyrwej było
- Śląskie rozprawianie
- Śląskie rozprawianie: z okolic Białej, Głogówka i Krapkowic
- Śląskie rozprawianie: z powiatów Prudnik, Koźle i Krapkowice
- Oberschlesische Erzählungen[3]
- Pod Wieżą